# Doliops curculionides
Doliops curculionides är en skalbaggsart som beskrevs av Waterhouse 1841. Doliops curculionides ingår i släktet Doliops och familjen långhorningar.
Artens utbredningsområde är Filippinerna. Inga underarter finns listade i Catalogue of Life.